# Dream of Love
Dream of Love va ser una pel·lícula muda estatunidenca del 1928, un drama biogràfic dirigit per Fred Niblo, i protagonitzat per Joan Crawford i Nils Asther. La pel·lícula es basa en l'obra tràgica d'Adrienne Lecouvreur del 1849 adaptada per Eugène Scribe i Ernest Legouvé.
En la pel·lícula, Asther interpreta el príncep Maurice de Saxònia i Crawford fa d'Adrienne Lecouvreur, una gitana, en una història d'amor perdut i de venjança. Dream of Love és ara considerada una pel·lícula perduda.

## Argument
El duc ha deposat el pare del Príncep Mauritz, i aquest s'entreté relacionant-se amb una comtessa, l'esposa del duc i una noia gitana, Adrienne. Anys més tard ella és una famosa actriu en una obra que sembla relatar la història de la seva anterior relació amb el príncep. En retrobar-se, Mauritz torna a enamorar-se d'ella.

## Repartiment
- Nils Asther: Maurice De Saxe
- Joan Crawford: Adrienne Lecouvreur
- Aileen Pringle: La duquessa
- Warner Oland: El duc
- Carmel Myers: La comtessa
- Harry Reinhardt: El comte
- Harry Myers: El baró
- Alphonse Martell: Michonet
- Fletcher Norton: Ivan